# Gjerstad (Nordland)
Gjerstad est une localité du comté de Nordland, en Norvège.

## Géographie
Administrativement, Gjerstad fait partie de la kommune de Hadsel.